# Suphan Buri (província)
Suphan Buri é uma província da Tailândia. Sua capital é a cidade de Suphanburi. Localizado na região central da Tailândia, é uma das 76 províncias do país (จังหวัด, changwat), as divisões administrativas de primeiro nível. As províncias vizinhas são (do norte no sentido horário) Uthai Thani, Chai Nat, Sing Buri, Ang Thong, Phra Nakhon Si Ayutthaya, Nakhon Pathom e Kanchanaburi. Em 2018, a província contava com uma população de cerca de 848 700 habitantes, representando cerca de 1,28% da população do país.

## História
Suphan Buri pode ser o local do lendário Suvarnabhumi, que é mencionado em escritos budistas muito antigos.  No entanto, o primeiro assentamento histórico confirmado foi no período Dvaravati, quando a cidade era conhecida como Mueang Thawarawadi Si Suphannaphumi ('a cidade Dvaravati de Suvarnabhumi').  Sua fundação ocorreu entre 877 e 882. Na era do rei Ankorian Jayavarman VII, uma inscrição chamada Prasat Phra Khan (จารึกปราสาทพระขรรค์) foi feita que menciona o nome de Suvarnapura.  Mais tarde, foi chamada de U Thong, e acreditava-se que era a cidade natal do príncipe U Thong, o fundador do Reino de Ayutthaya. O rei Khun Luang Pha Ngua deu-lhe o nome atual. Suphan Buri foi uma cidade fronteiriça, e o local de várias batalhas com os birmaneses vizinhos.
O povo Suphan Buri fala em um dialeto tailandês central distinto, que acredita-se ser a forma falada durante o período Ayutthaya.

## Pessoas notáveis
- Khunluang Pha Ngua (1310–1388), o terceiro rei de Ayutthaya, fundador da dinastia Suphannaphum
- Phetracha (1632–1703), o 28º rei de Ayutthaya, fundador da dinastia Ban Phlu Luang
- Suraphol Sombatcharoen (1930–1968), cantor luk tung
- Banharn Silpa-archa (1932–2016), político
- P. A. Payutto (nascido em 1938), monge budista
- Chumpol Silpa-archa (1940–2013), político
- Waiphot Phetsuphan (1942–2022), cantor de luk tung
- Aswin Kwanmuang (nascido em 1951), policial, político
- Yuenyong "Aed Carabao" Opakul, (nascido em 1954), músico de rock
- Pumpuang Duangjan (1961–1992), cantor luk tung
- Artiwara "Toon Bodyslam" Kongmalai (nascido em 1979), músico de rock